# 小行星8234
小行星8234（8234 Nobeoka）是一颗围绕太阳公转的小行星。1997年11月3日，關勉在藝西天文台发现了此天体。
該小行星以日本宮崎縣延岡市命名。
这颗小行星的绝对星等为348.07017等。